# Ponta Verde (São Miguel)
Ponta Verde es una localidad caboverdiana del municipio de São Miguel.

## Geografía
La localidad está situada en la isla Santiago.

## Organización territorial
La localidad abarca los lugares y barrios de:
- Brufa
- Casamento
- Cruz de Barreira
- Cutelinho
- Jamaica
- Ponta Baixo
- Ponta Polombeta
- Rua Atrás
- Rua Frente